# فانديا غروف
فانديا غروف (بالإنجليزية: Vandia Grove)‏ هي بلدة تقع في جنوب أفريقيا في City of Johannesburg Metropolitan Municipality.